# Бъдни вечер
Бъдни вечер (24 декември, в някои райони наричан Суха Коледа, Крачун, Малка Коледа, Детешка Коледа, Мали Божич, Наядка) се нарича денят преди Рождество Христово.

## Обичаи

### Православие
От православна гледна точка ястията на трапезата трябва да са постни, тъй като е последният ден от Рождественския пост.
На този ден християните се подготвят духовно: чрез пост, изповед и молитва да приемат Светото Причастие и така достойно да посрещнат Рождество Христово.

### Имени дни
На този ден празнуват Евгени (означава благороден), Евгения, Женя, Жечка, Благородна, Бисер, Бистра, Божин, Божан, Божана.

### Народни и езически обичаи
В народните обичаи могат да се открият различни традиции. Вечер всички членове на семейството сядат на масата.
Трапезата на Бъдни вечер е тържествена и постна тъй като е последният ден от Рождественския пост. На нея трябва да има нечетен брой ястия. На трапезата трябва да има: варено жито, варен фасул, сарми, пълнени чушки с боб (или ориз), ошав, трушии, лук, чесън, мед и орехи, вино. В някои краища правят също тиквеник, зелник и малка пита, в която е скрита паричка (на когото се падне, ще бъде щастлив цялата година). В четирите ъгъла на стаята се поставя по един орех. Това се прави, за да се осветят четирите краища на света. При разчупване на хляба първото парче символично се оставя за Богородица и починалите, после за къщата, а следващите се раздават на всеки член от семейството според възрастта, както и на домашните животни. След приключване на вечерята трапезата се оставя неприбрана, в символ на очаквания гост. Според други вярвания неприбраната трапеза се оставя за мъртвите.
Под софрата се слага слама, напомняща за Витлеемските ясли, в които е родила Дева Мария. Най-възрастният представител от рода прикадява с тамян трапезата и къщата и прочита молитва. В огъня през цялата нощ трябва да гори дъбово или крушово дърво, наричано бъдник, което с топлината и светлината си символизира раждането в света на Христос. По традиция, най-старият мъж в семейството гадае по бъдника каква ще е следващата година. През нощта коледари тръгват по къщите и пеейки народни и църковни песни разнасят радостна вест за Христовото Рождество.
В езическите традиции денят е свързан с плодородието и с началото на нарастването на деня, надвиването на нощта. Затова се и чества, като на трапезата се поставят храни, които при приготвянето набъбват. Извършват се магически действия (гадаене) за плодородие, за здраве и благополучие на всеки член от семейството.

#### Късмет и предсказания
- Ако сребърната пара е в парчето, отделено за Богородица или за къщата, годината ще е много добра за всички.
- Мома или момък могат да узнаят името на годеника или годеницата си, с които им е отредено да бъдат. Затова трябва да успеят да станат незабелязано от трапезата и да подслушат какво си говорят съседите. Първото мъжко или женско име, което чуят, е името на човека, когото ще срещнат още по празниците.
- Листата на бръшляна от трапезата, сложени под възглавницата, могат да предскажат здравето на този, който е преспал върху тях. Ако са останали свежи и зелени до сутринта, човекът ще е здрав през годината.
- Зад палешника (широкото остро желязо на ралото, ралник, лемеж) се оставят живи въглени, неречени за различни селскостопански култури. На сутринта се гледа дали въглените са изгорели. Колкото повече пепел има, толкова по-голямо ще е плодородието. Ако въглена е почернял, предсказанието не е добро.
- На въглен може да се предскаже и времето през годината. Наричат се 12 въглена за 12-те месеца и отново пепелта показва дали ще бъдат благоприятни за реколтата и човека.
- За изобилието на месеците през годината се гадае и с лук и сол. След като всички си легнат, домакинята разрязва глава кромид лук и слага в 12 люспи 2 – 3 щипки сол. Нарича ги на 12-те месеца и ги качва на покрива на къщата. На сутринта гледа дали солта се е стопила или не. Ако се е стопила, съответният месец ще е дъждовен и плодороден. Ако солта е останала и се е втвърдила, месецът ще е сух и неплодороден.
- Ако пепелта от бъдника на сутринта е много, много ще е и плодът по земята и стоката.
- На Бъдни вечер се разчупват орехите, които са наречени на всеки още на Игнажден. Ако при счупването те останат цели, ако са бели и едри, човекът ще е здрав и ще му върви през годината.

#### Предсказания за времето
- Каквото е времето на Бъдни вечер, такова ще е и през юни.
- Ако на Бъдни вечер времето е облачно, пролетните култури ще са добри и пчелите ще носят повече мед. Ако целият ден е облачен, ще има болести през годината.
- Ако на Бъдни вечер вали сняг, пчелите ще се роят много.
- Ако времето е мъгливо, такова ще е то и през годината.

#### Забрани
- Моми, на които им е време да се омъжват, не месят хляб, защото се вярва, че ако се омъжат през годината, ще изнесат плодородието от къщата.
- Пепелта от бъдника и сламата не се изхвърля.
- Който седне на трапезата, не бива да се оглежда много, защото рано ще му побелеят косите.

## Други
На Бъдника е наречена улица в квартал „Надежда II“ в София (Карта).